# Veolia Cargo

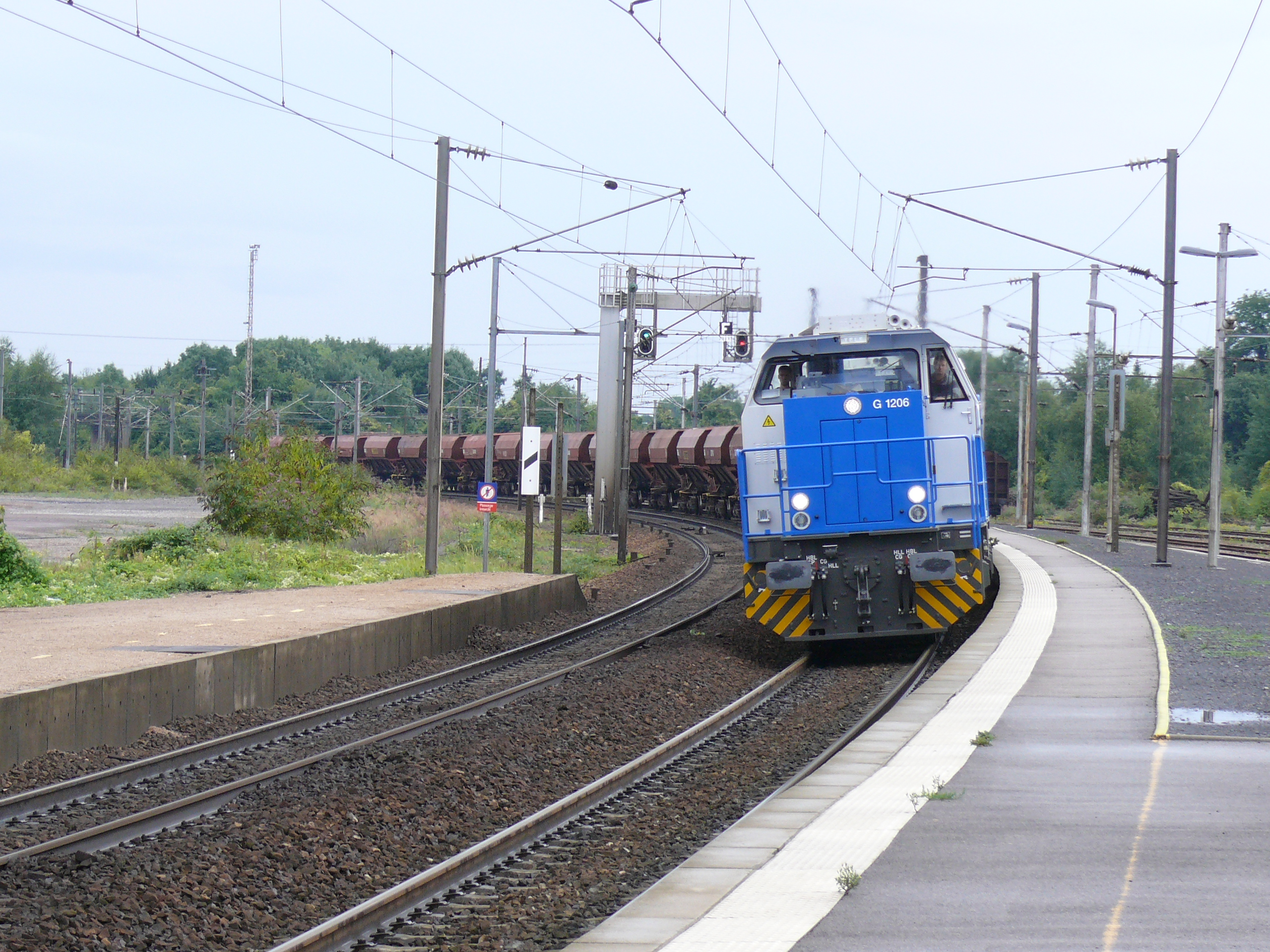
Lourde rame de fret en traction diesel en unité multiple sur des voies du réseau ferré national français (Gare de Saint-Just-en-Chaussée)

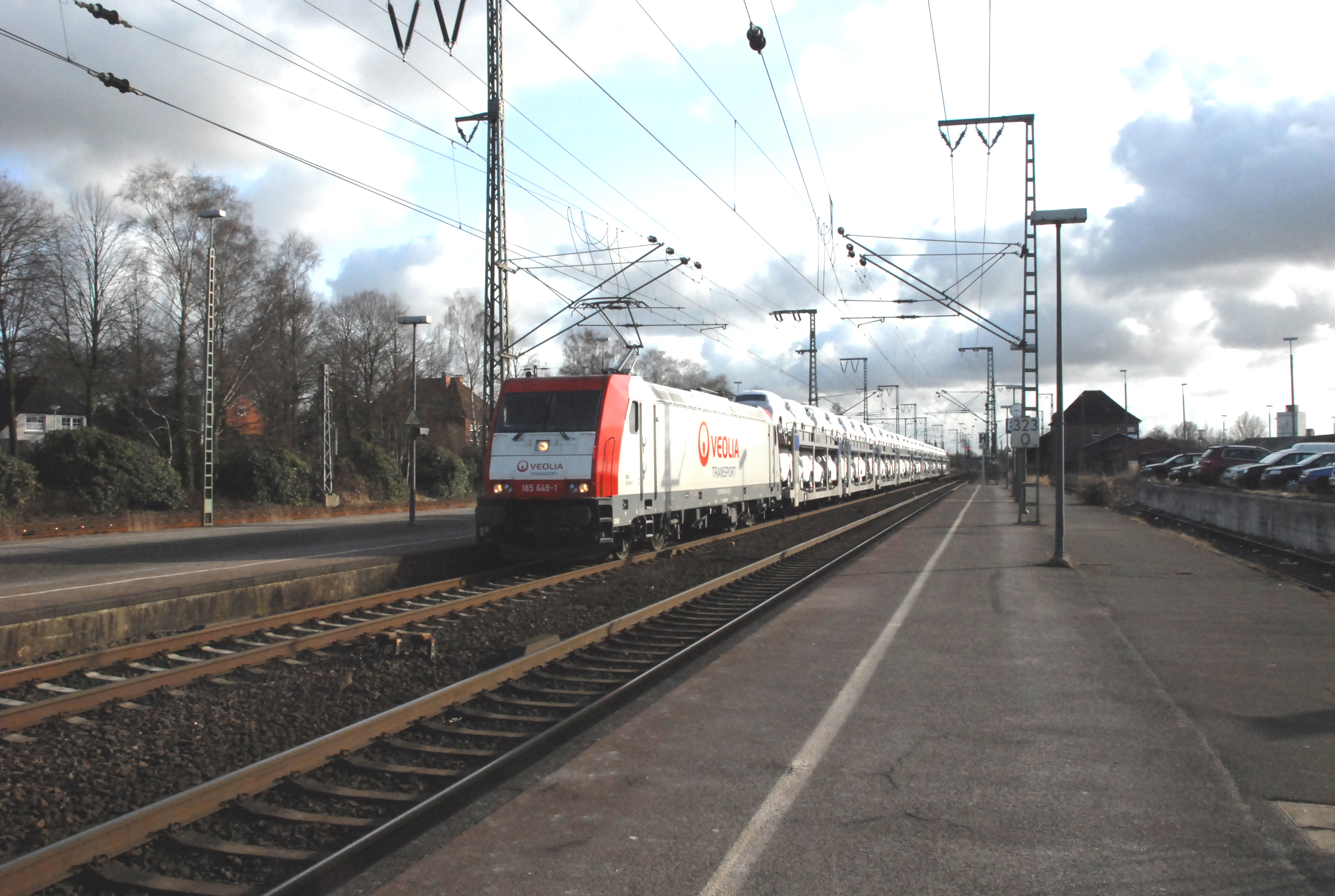
Locomotive Bombardier Traxx de Veolia en tête d'un train de voitures aux Pays-Bas.

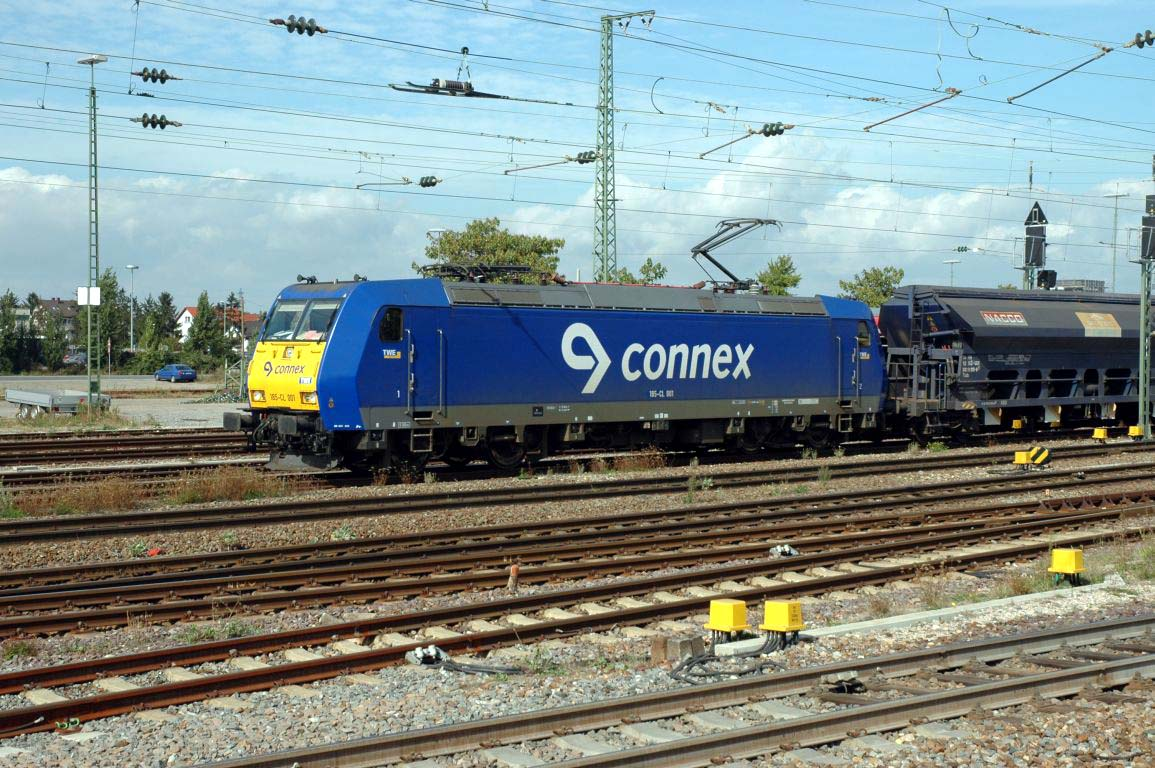
Locomotive de Veolia Cargo Deutschland, encore en livrée "Connex"

Veolia Cargo était une entreprise ferroviaire française de transport de marchandises, filiale du groupe Veolia Transport. Créée en 2006 elle disparait fin 2009 après son rachat par les groupes SNCF et Eurotunnel.

## Histoire
Le marché du fret ferroviaire à l'international est ouvert à la concurrence le 15 mars 2003. La Société générale de chemins de fer et de transports automobiles (CFTA), filiale de Veolia, obtient sa licence d'entreprise ferroviaire le 9 juillet 2004. Le 13 juin 2005, Veolia est la première entreprise privée à faire circuler un train de fret (sidérurgie) au départ de la France. Celui-ci ralliant le département de la Meuse au Land allemand de la Sarre.
Le 16 février 2006 le campus Veolia Environnement obtient un agrément délivré par le Ministère des Transports lui permettant de former son personnel ferroviaire. Quinze jours plus tard, le 31 mars, le marché du fret ferroviaire en France est ouvert à la concurrence. En juillet 2006 Veolia exploite le premier train de marchandises privé (pour un industriel verrier) régulier français pour un trafic entre le Nord et l'Alsace.
Veolia Cargo, division de Veolia Transport spécialisée dans le ferroviaire, est créée en 2006.
En 2006, Veolia Cargo employait 850 personnes, disposait de 189 locomotives et avait transporté 35,6 millions de tonnes pour un chiffre d'affaires de 100 millions d'euros.
Veolia Cargo est mise en vente en avril 2009. Elle est rachetée le 2 septembre 2009 par les groupes SNCF et Eurotunnel, la transaction est finalisée le 1er décembre 2009. Le groupe SNCF a repris, via sa filiale Transport Ferroviaire Holding, les filiales de Veolia Cargo implantées en Allemagne, aux Pays-Bas et en Italie pour les intégrer dans sa nouvelle marque Captrain. Le groupe Eurotunnel a pour sa part repris les filiales françaises, Veolia Cargo France, Veolia Cargo Link, CFTA - Cargo et Socorail, pour les intégrer dans sa filiale Europorte.

## Filiales

### France
Veolia Cargo France effectuait du transport ferroviaire de marchandises en France. Ses filiales spécialisées étaient : 
- La Société générale de chemins de fer et de transports automobiles (CFTA - Cargo), qui exploitait 70 km de ligne autour de Châtillon-sur-Seine et 80 km de ligne autour de Gray.
- Socorail, spécialisée dans la traction ferroviaire sur embranchements particuliers, manutentions diverses, entretien de voies.

Veolia Cargo employait en France plus de 500 salariés et réalisait un chiffre d'affaires de plus de 40 millions d'euros peu avant sa cession à Eurotunnel.
Le 26 avril 2008, à Montauban, une suite d'erreurs commises par un conducteur d'un train de fret de Veolia Cargo France conduit à la dérive du train qui ne peut plus freiner, ce qui aurait pu conduire à un accident de grande ampleur.
Veolia Cargo France est devenue Europorte France après l'acquisition des activités françaises de Veolia Cargo par Eurotunnel.

### Allemagne
En Allemagne existait Veolia Cargo Deutschland GmbH. Elle était composée de plusieurs sociétés précédemment rachetées par Veolia, notamment Bayerische Cargobahn, Dortmunder Eisenbahn, Farge-Vegesacker Eisenbahn (Bremen), Hörseltalbahn, Industriebahn-Gesellschaft Berlin, Regiobahn Bitterfeld Berlin, et TWE Bahnbetrieb. En 2006, Veolia Cargo Deutschland employait 405 personnes. Avec 86 locomotives Veolia Cargo Deutschland transportait en 2006 plus que 24 millions tonnes produisant un chiffre d'affaires de 67 millions d'euros.
En février 2008, Veolia achetait l'opérateur de fret ferroviaire Rail4chem avec ses filiales au Benelux, Suisse et Pologne. Rail4chem Benelux fut mis sous la direction de Veolia Benelux.
« Avec cette acquisition, Veolia Cargo devrait voir son chiffre d’affaires passer de 122 millions d’euros en 2007 à plus de 200 millions d’euros en 2008, soit une augmentation de plus de 60 % », déclarait Veolia Cargo à la presse annonçant l'acquisition de Rail4chem et un « doublement des activités en Allemagne ».

### Benelux
Veolia Cargo Nederland BV est fondée en 2004, elle a reçu ses certificats de sécurité en 2006. Le siège social était situé à Breda.
La filiale néerlandaise de Rail4chem fut placée sous l'administration de Veolia Cargo Nederland après l'acquisition de Rail4chem par Veolia en 2008. Rail4chem Benelux dispose des licences et certificats de sécurité pour la Belgique et le Luxembourg.

### Rail Link Europe
En janvier 2007, Veolia Cargo et la compagnie française de transports maritimes CMA-CGM créèrent une coentreprise double avec Rail Link Europe (51 % CMA Rail, 49 % Veolia Cargo), société commissionnaire de transport et opérateur de transport combiné, chargée de commercialiser les services Rail/Route et Veolia Cargo Link (51 % Veolia Cargo, 49 % CMA Rail), société entreprise ferroviaire chargée de développer des prestations de traction ferroviaire.
Rail Link Europe disposait d'agences au Havre, à Anvers et à Hambourg. Depuis janvier 2009, Rail Link Europe est redevenue filiale à 100 % de CMA CGM.

### Successeurs
- Captrain
- Europorte